# Chronos Media
Die Chronos Media GmbH ist eine Potsdamer Filmproduktionsgesellschaft und das größte unabhängige private Filmarchiv in Deutschland. Geschäftsfelder sind vor allem der Vertrieb von zeithistorischem Filmmaterial (35 und 16 mm) sowie die Produktion von Dokumentarfilmen. Geschäftssitz ist Potsdam-Babelsberg. Der Bestand umfasst einige Millionen Meter Dokumentarfilmmaterial von der Jahrhundertwende bis heute. Das Filmmaterial wurde weltweit eingekauft und getauscht. Die Chronos-Sammlung (siehe Chronos-Film GmbH), die Axelbank Collection und das Fischer-Archiv sind neben kleineren Privatsammlungen Teil des Archivbestands.
Chronos Media wurde 2001 von Konstantin von zur Mühlen gegründet und ging aus der Chronos-Film GmbH hervor.

## Chronos-Film GmbH
Die Chronos-Film GmbH wurde 1961 von Bengt von zur Mühlen (1932–2016) gegründet. Diese Archivbestände sind das Ergebnis von fast dreieinhalb Jahrzehnten Recherchen, Sammlungs- und Erhaltungstätigkeiten der Filmemacher Bengt und Irmgard von zur Mühlen (* 1936) und werden heute von der Chronos Media vertrieben.

## Auszeichnungen
- Bereits der erste Chronos-Film »Test for the West - Berlin« (Franz Baake, Regisseur, und Jost von Morr, Kommentar) wurde bei den Berliner Filmfestspielen mit einem Silbernen Bären ausgezeichnet und in 18 Sprachen synchronisiert.[3]
- »Schlacht um Berlin« (1974) und »Der gelbe Stern« (1981) wurden für den Oscar in der Sparte abendfüllender Dokumentarfilm nominiert, die Filme »Flucht und Vertreibung«[4] sowie »Die Frauen des 20. Juli«[5] mit der Goldenen Kamera prämiert.